# Renträsket (Lycksele socken, Lappland, 716439-164350)
Renträsket är en sjö i Lycksele kommun i Lappland och ingår i Umeälvens huvudavrinningsområde. Sjön har en area på 0,332 kvadratkilometer och ligger 246 meter över havet. Sjön avvattnas av vattendraget Nottjärnbäcken.

## Delavrinningsområde
Renträsket ingår i det delavrinningsområde (716644-164309) som SMHI kallar för Mynnar i Lapp-Arvträsket. Medelhöjden är 263 meter över havet och ytan är 21,56 kvadratkilometer. Det finns inga avrinningsområden uppströms utan avrinningsområdet är högsta punkten. Nottjärnbäcken som avvattnar avrinningsområdet har biflödesordning 4, vilket innebär att vattnet flödar genom totalt 4 vattendrag innan det når havet efter 153 kilometer. Avrinningsområdet består mestadels av skog (94 procent). Avrinningsområdet har 0,86 kvadratkilometer vattenytor vilket ger det en sjöprocent på 4 procent.